# Barbatula mediterraneus
Barbatula mediterraneus är en fiskart som beskrevs av Erk'akan, Nalbant och Özeren 2007. Barbatula mediterraneus ingår i släktet Barbatula och familjen grönlingsfiskar. Inga underarter finns listade.